# Goñicutac

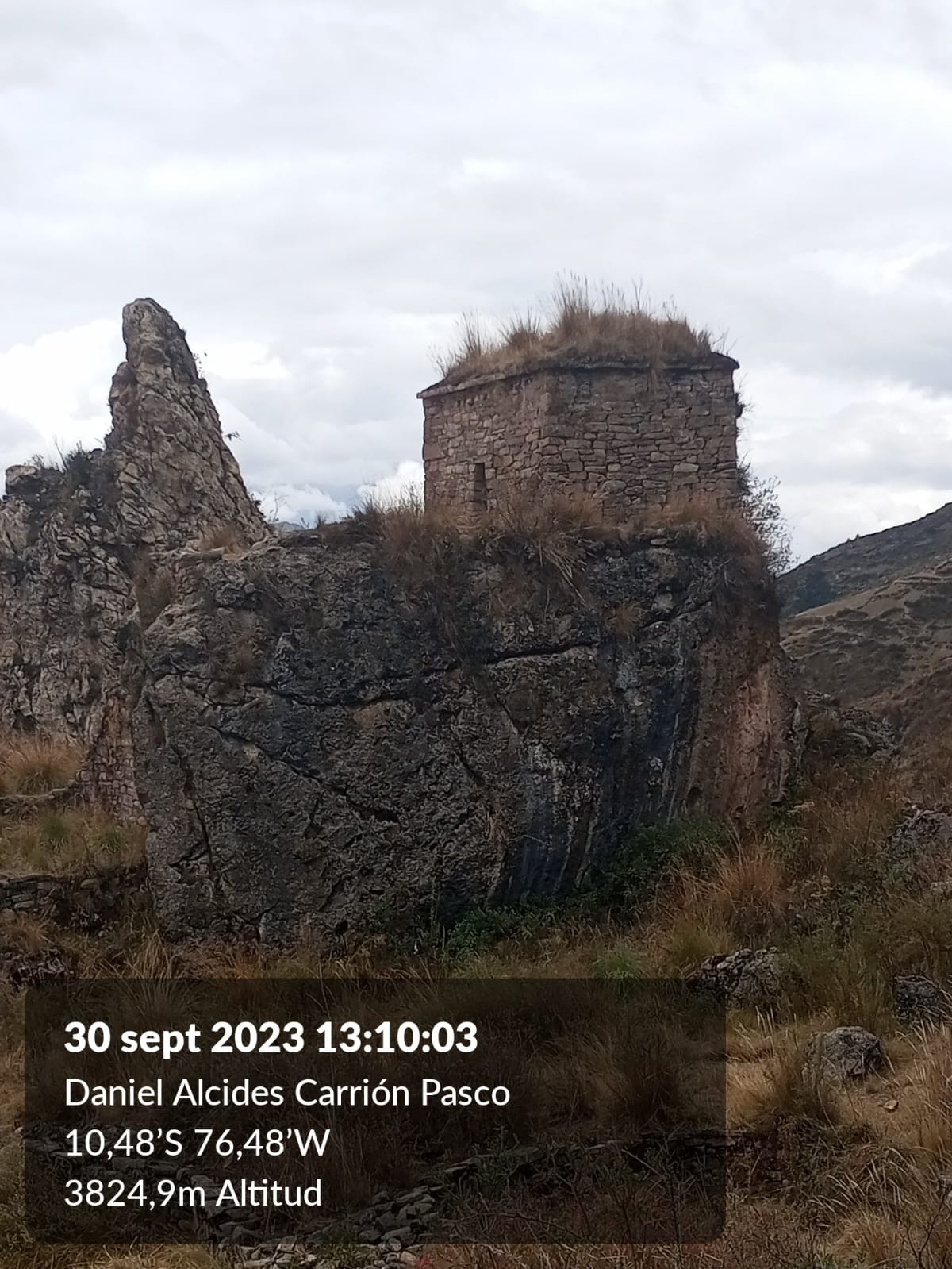
Caseta artesanal denominada Chulpa

Goñicutac es un sitio arqueológico perteneciente a los yaros ubicado en el departamento de Pasco, Perú. La ciudadela está constituidos por unidades habitacionales y complejo de 3 pisos. Consta también de infraestructura agrícola, civiles y religiosas. La construcción habría sido de los yaros, un pueblo influenciados por la cultura wari. Las construcciones fueron hechas de piedras unidas con barro. Habría sido construida en el año 1200.
El 2002 fue declarado "patrimonio cultural arqueológico de Pasco".

## Ubicación
Está situada sobre una montaña en la quebrada de Chaupihuaranga a 3600 m s. n. m.